# Timberlake (Ohio)
Pour les articles homonymes, voir Timberlake (homonymie).
Timberlake est un village américain situé dans le comté de Lake, dans l'Ohio. Selon le recensement de 2010, sa population est de 675 habitants.